# Кролл, Освальд
Освальд Кролл (нем. Oswald Croll, лат. Oswaldus Crollius; около 1560, Веттер — 12 марта 1609, Прага) — немецкий парацельсианец и врач, придворный алхимик императора Рудольфа II.

## Происхождение
Освальд Кролл родился в семье немецкого горняка Йоханнеса Кролла. У Освальда было двое братьев Йоханнес и Порфирий. Йоханнес Кролл младший стал пастером в Кобленце, а Порфирий Кролл получил образование юриста. Освальд Кролл получил докторскую степень по медицине в 1582 году в Марбурге, затем продолжил учёбу в Гейдельберге, Страсбурге и Женеве. После работы в качестве наставника он прибыл в Прагу в 1597 году. Он оставался там в течение двух лет, а затем с 1602 года до своей смерти. Там, благодаря Рудольфу II, он вошел в контакт с другими алхимиками, как Эдвард Келли.
В 1608 году Кролл опубликовал свой главный труд — «Химическая Базилика». В 1609 году выходит его работа «Трактат о подписях». Часть этого трактата стремились к пониманию и признанию значения химических соединений и лекарственных трав. Кроме того, там обсуждались такие вопросы, как состав веществ, химической организации. Эта работа выступала в качестве введения в химию в последующие годы. Вторая книга касалась отношению алхимии и химии к другим областям науки, особенно ботанике.
Кролл скоропостижно скончался в 1609 году. Его репутация и влияние выросло после его смерти и было отмечено Робертом Бертоном в своем «Анатомии меланхолии». В 1618 году Кролл считался одним из героев алхимии в «Философской базилике» Иоганна Даниэля Милия.